# شيخ نجار
الموقع العام:
تقع المدينة الصناعية في الجزء الشمالي الشرقي من مدينة حلب بين محوري طريق الباب القديم وطريق المسلمية القديم، وكان العامل البيئي هو العامل الفصل بهذا الاختيار حيث أخذ بعين الاعتبار عدم تأثير رياح المنطقة المختارة على مدينة حلب وحماية المدينة من آثار التلوث واستغلال الميزات الطبيعية لموقع المدينة الصناعية باعتبارها غير صالحة للزراعة وغير مأهولة بتجمعات سكنية بالإضافة إلى طبيعة الأرض التي هي صخرية بأغلبها والتي تساعد على تشييد المنشآت الصناعية بأقل التكاليف. وذلك فضلاً عن بعض العوامل الذاتية الأخرى مثل وجود مناطق خضراء محيطة بها وقرب المدينة الصناعية من الطرق المحلقة سواء الموجودة حالياً أو تلك التي خطط لإنشائها مستقبلاً وإمكانية ربطها مع شبكة الخطوط الحديدية وقربها من مطار حلب الدولي.
المساحة:
تبلغ المساحة الكلية للمدينة الصناعية/ 4412 /هكتاراً تتضمن مايلي:
-/ 1985 / هكتاراً للمقاسم الصناعية.
- تؤمن /6122 / مقسماً صناعياً.
-/ 68 / هكتاراً المركز الإداري.
- / 150 /هكتاراً مدينة معارض ومدينة إنتاج اعلامي.
- / 1108 / هكتاراً مناطق خضراء بما فيها الحزام الأخضر للشوارع الرئيسية.
- / 320 / هكتاراً طرق رئيسية صافية.
- / 849 / هكتاراً للسكن العمالي.
أنواع الصناعات في المدينة الصناعية:
- الصناعات الغذائية: (مطاحن الحبوب السكاكر المقبلات الغذائية المشروبات الغازية البوظة البسكويت...).
- الصناعات النسيجية: (النسيج الآلي التريكو السجاد التطريز الآلي الصباغة والتحضير - الألبسة الجاهزة...).
- الصناعات الهندسية: (تصنيع آلات الأثاث المنزلي الخشبي والمعدني الأدوات الكهربائية المنزلية المنتجات البيتونية الجاهزة الحديد الصلب منتجات البولي ايتيلين وال GRP...).
- الصناعات الكيمياوية: (الأدوية المبيدات البلاستيك الحبيبات البلاستيكية مواد التجميل المنظفات الصابون...).
- صناعة البرمجيات.
ومعظم آلات هذه المعامل اما أن يتم استيرادها من دول اوربا أو من الصين أو اليابان أو روسيا
وذلك عبر شركات الاستيراد 
أشهر هذه الشركات 
الشركة السورية لتوريد الآلات
أو يتم تصنيع هذه الآلات محليا ضمن المدينة الصناعية نفسها
وهي المدينة الصناعية الأكبر في سوريا في حلب 
يتجمع في هذه المدينة حاليا2018 مايقارب 400 معمل بعد الحرب الأهلية السورية بعد أن كان عددها قبل الحرب ما يقارب 3000 مصنع
{{مراجع}}

## قائمة المعامل الحالية في المدينة الصناعية

### 1-صناعة الغزل والنسيج
-معمل النخلة لصناعة خوط القطن: يحتوي المعمل على صالتين
1-الصالة الأولى: صالة الغزل الحلقي
2-الصالة الثانية: صالة الغزل الطوربيني
ينتج المعمل كافة أنواع الخيوط القطنية المستخدمة في صناعة الالبسة القطنية والبولستر
طريقة تصنيع الخيوط من القطن، وا التي هي كالآتي: يتم فتح رزم أو بالات القطن المضغوط بواسطة آلات خاصة بذلك. لاحقاً يتم خلطها والعمل على تفريق كتلتها وتنظيفها جيداً. وبعد ذلك ّيتحوّل القطن ليصبح على شكل طبقات ملفوفة على جذع دوار. يتم نقل القطن إلى آلات التسريح ليتم تحويله إلى أشرطة منظمة ومسرحة ذات شعيرات مستقيمة ومتوازية. بعد ذلك يتم تمريره على آلة التمشيط ومن ثم يسحب على آلة السحب، وذلك لزيادة انتظام شكل هذه الأشرطة. ليتم تمريره لاحقاً على آلة البرم من أجل برمه عدّة برمات خفيفة، ويتم التحكّم في نمرة الخيط عن طريق آلة الغزل الحلقي، ويمكن الاستغناء عن آلة البرم في حال وجود آلة الغزل التوربيني، وبعد ذلك تنتج الخيوط.
-معمل الفيصل لصناعة خوط القطن:
يحتوي المعمل على صالتين
1-الصالة الأولى: صالة الغزل الحلقي
2-الصالة الثانية: صالة الغزل الطوربيني
ينتج المعمل كافة أنواع الخيوط القطنية المستخدمة في صناعة الالبسة القطنية والبولستر

### 2-الصناعات الهندسية
-السورية لتوريد وتصنيع الآلات الصناعية
شركة هندسية استشارية تضع خبرة مهندسيها الأكفاء لخدمة عملائها ومساعدتهم في معرفة وتوصيف وتحديد احتياجاتهم الصناعية ووضع الخطط اللازمة لتطوير مشاريعهم القائمة أو تقديم المقترحات والاستشارات اللازمة للبدء بمشاريع جديدة بدرجة عالية من المهنية التي تراعي مختلف العوامل المؤثرة على نجاح الاستثمار ضمن الميزانية المرصودة، والطاقات الإنتاجية المناسبة بالإضافة لاختيار التكنولوجيا واقتراح مصادرها والمساعدة على تجهيزها، كما يقوم المكتب بضمان جودة مواصفات خطوط الإنتاج الموردة والإشراف على تصنيعها وشحنها وتركيبها وتزويدها مستقبلا بما يلزمها. ولقد كانت خططنا منذ البداية إتاحة كل المعلومات الفنية والصناعية لكل من يرغب إنشاء أو تطوير مشروعه.
الموقع الرسمي
-المتحدة للصناعات الهندسية
تخصصت الشركة منذ إنشائها في إنتاج كافة أنواع المنتجات السلكية ولمختلف الأغراض والإستخدامات، كما كان للشركة السبق في إدخال نظم حوامل الكابلات المصنعة من الأسلاك لأول مرة إلى السوق المحلي في بداية القرن الحالي، وتبلغ الطاقة الإنتاجية الحالية أكثر من 2000 طن/ عام.

### 3-الصناعات الورقية
معامل طلابنا:
يتم صناعة الورق باستخدام المادة الخام من الأشجار والتي تُسمى بلب الخشب (بالإنجليزية: wood pulp)، وتتكون بعض أنواع اللب من ألياف الخضراوات (السيليلوز)، مع إضافة أنواع مختلفة من المواد للتحكم في خصائص الأوراق الفيزيائية والجمالية وقابليتها للطباعة، كما يوجد أوراق ذات جودة عالية التي يُمكن صناعتها يدوياً باستخدام ألياف القطن أو الكتان أو القنب، حيث تُعد عملية اختيار جودة الألياف عملية مهمة في صناعة الورق، ويُمكن صناعة أوراق ذات نعومة ومرونة وعتامة جيدة وبكميات كبيرة باستخدام ألياف القش والخيزران وعشب الإسبارتو. أمّا عن الأوراق المصنوعة حالياً، فإن نسبة 90% منها مصنوعة من لب الأخشاب للأشجار الصنوبرية اللينة مثل شجرة التنوب أو الصنوبر.[3] وتتم عملية صناعة الورق باستخدام مرحلتين:[4] مرحلة معالجة المواد الخام: والتي تشمل ما يلي: تحويل رقائق الخشب الطويلة إلى لب الخشب. غسيل وتبيض وتكرير وضرب وتحجيم وتلوين الألياف، ومن المهم تبييض الأوراق باستخدام الأكسجين بدلاً من تبيضها باستخدام الكلور، حيث إن الكلور مُضر بالبيئة. تحسين جودة اللب عن طريق استخدام آلة تُدعى بالمصفاة المخروطية. مرحلة إدخال اللب إلى آلة صناعة الورق: ويطلق على آلة صناعة الورق باسم فوردينير (بالإنجليزية: fourdrinier)، وتتم صناعة الورق باستخدام هذه الآلة عن طريق الخطوات التالية: إدخال الأوراق إلى آلة لتقوم بصناعة الأوراق. استخدام آلة الشفط لتقليل محتوى الأوراق من الرطوبة. التجفيف باستخدام المجفف الاسطواني والذي يقوم بجعل الأورق تمُر على سلسلة براميل مصنوعة من فولاذ مقاوم للصدأ بدرجة حرارة 93 سيليسيوس لضمان احتواء الورقة على ما يقارب 4-5% من الرطوبة فقط.
الموقع الرسمي